# Зоречка литовская
Зоречка литовская (лат. Atocion lithuanicum) — вид травянистых растений рода Зоречка (Atocion) семейства Гвоздичные (Caryophyllaceae). Редкий вид, занесённый в Европейский Красный список, Красный список Польши, Красные книги Украины и Литвы. Имеет ограниченное применение как декоративная и противоэрозионная культура.

## Описание
Однолетнее, реже — двухлетнее травянистое растение высотой 20-50 см, которое относят, в зависимости от продолжительности жизненного цикла, либо к терофитам, либо к гемикриптофитам. Надземная часть смолёвки литовской обычно состоит из одного стебля. Оно прямостоячее, стройное, голое, в верхней части вилчато-разветвлённое и липкое. Листья супротивные, причём самые низкие из них собраны в розетку, а нижние стеблевые сближены между собой. Розеточные листья лопатковидной формы, стеблевые сидячие, ланцетные, с острой верхушкой и выразительной центральной жилкой. Стебель и листья имеют сизоватый оттенок от воскового налёта.
Соцветие — щитковидные полузонтики, расположенные на концах ветвей и стебля. Цветки актиноморфные, пятичленные, пурпурные, реже — белые, шириной до 15 мм. Чашечка трубчатая, длинная, у самой верхушки немного суженная, с короткими тупыми зубчиками. Венчик трубчатый, с широким отгибом. Свободная часть лепестков обратнояйцевидной формы. Тычинок 10. Пестик с тремя рыльцами.
Плод — цилиндрическая коробочка длиной 8-10 мм. Семена мелкие, коричневые.

## Распространение
Ареал смолёвки литовской охватывает северо-запад Восточной Европы. Его границы на севере проходят через южную часть Литвы — исторический регион, называемый Дзукией, на востоке пролегают через территорию Белоруссии и России (Брянская область), на юге включают северо-западные области Украины, а на западе пересекают восток Польши.
Однако основные районы произрастания смолёвки литовской всё же сосредоточены в Литве, на Дайнавской равнине, из-за чего это растение и получило своё видовое название. В Литве она отмечена в Алитусском, Лаздийском, Шальчининкском, Тракайском, Варенском и Вильнюсском районах.
В Украине смолёвку литовскую регистрировали в Волынской, Ровненской, Житомирской, Киевской и Черниговской областях. В Польше смолёвка литовская произрастает, прежде всего, в Западном Полесье, в окрестностях города Влодава. Кроме того, единичные места произрастания есть в Мазурском Поозерье.

## Экология
Растение морозостойкое, светолюбивое, довольно выносливое к недостатку почвенной влаги, поскольку любит сухие песчаные участки, бедные питательными веществами. В то же время оно неустойчиво к воздушной засухе и высоким летним температурам. Любимыми биотопами смолёвки литовской являются опушки боров, вересковые поляны, просеки, противопожарные полосы в сосновых лесах. Часто встречается на песчаных склонах, образовавшихся в результате природной или техногенной эрозии. Смолёвка литовская входит в растительные группировки класса Koelerio Corynephoretea. В природе она может расти единичными особями или образовывать куртины из нескольких десятков растений.
Вид размножается только семенами. Цветёт в июле-августе. Во время цветения смолёвка литовская привлекает как дневных, так и ночных опылителей, прежде всего бабочек. Среди дневных насекомых её цветы чаще всего посещают махаоны, крушинницы и нимфалиды, среди ночных бабочек в числе её опылителей отмечены бражники, совки, коконопряды. Плоды созревают в августе-сентябре. Семена прорастают неравномерно: часть семян может дать всходы уже весной следующего года, а часть — спустя год.

## Статус и значение вида
Несмотря на то, что ареал смолёвки литовской довольно большой, вид этот немногочисленный. Уже полвека спустя после научного открытия смолёвка литовская у себя на родине была занесена в Красную книгу (в 1962 году). Впрочем, это охранное мероприятие оказалось недейственным, через несколько десятков лет спустя это растение занесли в Красную книгу Украины, Красный список Польши и, в конце концов, в Европейский Красный список. На сокращение его численности неблагоприятно влияют чувствительность вида к сукцессионным изменениям, а также искусственное облесение, вытаптывание и срывание растений. Охрану популяций смолёвки литовской осуществляют, в первую очередь, в Литве (заповедник Чепкеляй, Дзукийский национальный парк) и Украине (Полесский и Ровненский заповедники, Шацкий национальный природный парк). Учитывая, что это растение — один из немногих биологических таксонов, в названии которых имеется «литовский» видовой эпитет, Банк Литвы выпустил в его честь памятную монету.
Хозяйственное значение этого вида очень ограничено. Иногда его выращивают в садах как декоративное растение. Кроме привлекательного вида оно ценно способностью закреплять сыпучие пески, поэтому его можно использовать для рекультивации эродированных участков.

## Таксономия
Atocion lithuanicum (Zapał.) Tzvelev, Novosti Sist. Vyssh. Rast. 33: 96 (2001) [= Atocion lituanicum, orth. var.].
Систематики Украины, Литвы, Польши рассматривают этот таксон как самостоятельный вид, родственный Atocion armeria, другие ученые придерживаются мнения, что смолёвка литовская является лишь подвидом Atocion armeria.

### Синонимы
- Silene lithuanica Zapał. (1911) basionym — Смолёвка литовская [= Silene lituanica, orth. var.]
- Atocion armeria var. lithuanicum (Zapał.) Niketić & Stevan. (2007)